# Rebellion 2000
Rebellion 2000 è stata la seconda edizione dell'omonimo pay-per-view prodotto dalla World Wrestling Federation. L'evento si è svolto il 2 dicembre 2000 alla Sheffield Arena di Sheffield.

## Risultati
| # | Incontri | Stipulazioni                                    | Durata |
| - | --- | ----------------------------------------------- | ------ |
| 1 | The Dudley Boyz (Bubba Ray e D-Von Dudley) hanno sconfitto Edge e Christian e T & A (Albert e Test) (con Trish Stratus)       | Elimination table match                         | 09:55  |
| 2 | Ivory (c) (con Steven Richards) ha sconfitto Lita                                                                             | Single match per il WWF Women's Championship    | 02:55  |
| 3 | Steve Blackman (c) ha sconfitto Perry Saturn                                                                                  | Hardcore match per il WWF Hardcore Championship | 06:03  |
| 4 | Crash Holly (con Molly Holly) ha sconfitto William Regal (c)                                                                  | Single match per il WWF European Championship   | 05:10  |
| 5 | Billy Gunn e Chyna hanno sconfitto Dean Malenko e Eddie Guerrero                                                              | Tag team match                                  | 12:15  |
| 6 | Kane ha sconfitto Chris Jericho                                                                                               | Single match                                    | 08:04  |
| 7 | Right to Censor (Bull Buchanan e The Goodfather) (c) (con Val Venis) hanno sconfitto The Hardy Boyz (Jeff Hardy e Matt Hardy) | Tag team match per il WWF Tag Team Championship | 08:05  |
| 8 | The Undertaker ha sconfitto Chris Benoit                                                                                      | Single match                                    | 12:15  |
| 9 | Kurt Angle (c) ha sconfitto Rikishi, The Rock e Steve Austin                                                                  | Fatal four-way match per il WWF Championship    | 08:50  |